# ملعب علي محسن المريسي
ملعب علي محسن المريسي أو ملعب مدينة الثورة الرياضية هو ملعب متعدد الاستخدام يقع في صنعاء عاصمة اليمن. غالبا ما يتم استخدامه لمباريات كرة القدم. يسع الملعب لجلوس 25 ألف متفرج، يعتبر الملعب الرسمي الذي يخوض فيه منتخب اليمن مبارياته الدولية، تم افتتاح الملعب في سنة 1986.
في 23 ديسمبر 2021، أنذر تحالف دعم الشرعية في اليمن مليشيا الحوثي بسرعة إخراج الأسلحة من ملعب الثورة الرياضي في صنعاء. وأكد التحالف بأنه سيسقط الحماية عن الملعب إذا لم ينصع الحوثيون لأحكام القانون الدولي الإنساني. وقد أمهل التحالف المليشيا مهلة 6 ساعات لإخراج الأسلحة وإعادة الملعب المدني لحالته الطبيعية، منوها أن المهلة تبدأ من الساعة 8 مساء بتوقيت صنعاء.